# Remember You (Ayumi Hamasaki)
Remember You è il diciottesimo album in studio della cantante giapponese Ayumi Hamasaki, pubblicato nel 2023.

## Tracce
Testi di Ayumi Hamasaki, eccetto dove indicato.
1. Nonfiction – 3:49 (musica: Hisashi Koyama)
2. (Not) Remember You – 3:42 (musica: Hajime Kato)
3. Dreamed a Dream – 4:32 (musica: Tetsuya Komuro)
4. 23rd Monster – 3:46 (musica: Kazuhiro Hara)
5. Summer Again – 4:00 (musica: Kato)
6. Ray of Truth – 1:35 (musica: Nakano)
7. Remember You – 4:24 (musica: Tetsuya Yukumi)
8. Ohia no Ki (オヒアの木) – 4:37 (musica: Kazuhito Kikuchi)
9. Haru yo, Koi (春よ、来い; Yumi Matsutoya cover) – 5:02 (testo: Yumi Matsutoya – musica: Yumi Matsutoya)
10. Taskinson – 1:58 (musica: Tasuku)
11. Mask – 4:28 (musica: Komuro)
12. Vibees – 3:16 (musica: Kato)
13. Nonfiction (Yohanne Simon remix) – 4:22 (musica: Koyama)
14. Just the Way You Are – 3:52 (musica: Hara)